# Jim Elliot
Philip James Elliot (Portland (Oregon), 8 oktober 1927) - Curaray rivier (Ecuador), 8 januari 1956) was een Amerikaanse christelijke zendeling met een evangelicale achtergrond. Hij werd samen met vier andere zendelingen gedood door de Huaorani. Deze gebeurtenis kwam bekend te staan als operatie Auca.

## Jeugd
Elliot groeide op in Oregon. Zijn ouders waren christelijk en voedden hem ook zo op. Op de middelbare school viel hij op door zijn spreekvaardigheid. Als overtuigd pacifist weigerde hij tijdens de Tweede Wereldoorlog om in dienst te gaan. In de herfst van 1945 ging hij studeren aan het evangelicale Wheaton College als voorbereiding en om opgeleid te worden voor de zending. Op de school werd hij lid van het worstelteam. Hij zag de waarde van zijn studie niet in, omdat vakken als filosofie en politicologie alleen maar afleidden van het volgen van God. In de zomer van 1947 ontmoette hij een zendeling die werkzaam was in Brazilië en hij geloofde dat hij geroepen was om de zending in Zuid-Amerika werkzaam te zijn. In zijn derde jaar begon hij Grieks te leren omdat hij geloofde dat dit belangrijk was omdat het zou helpen bij het vertalen van de bijbel in een onbekende taal.

## Zending

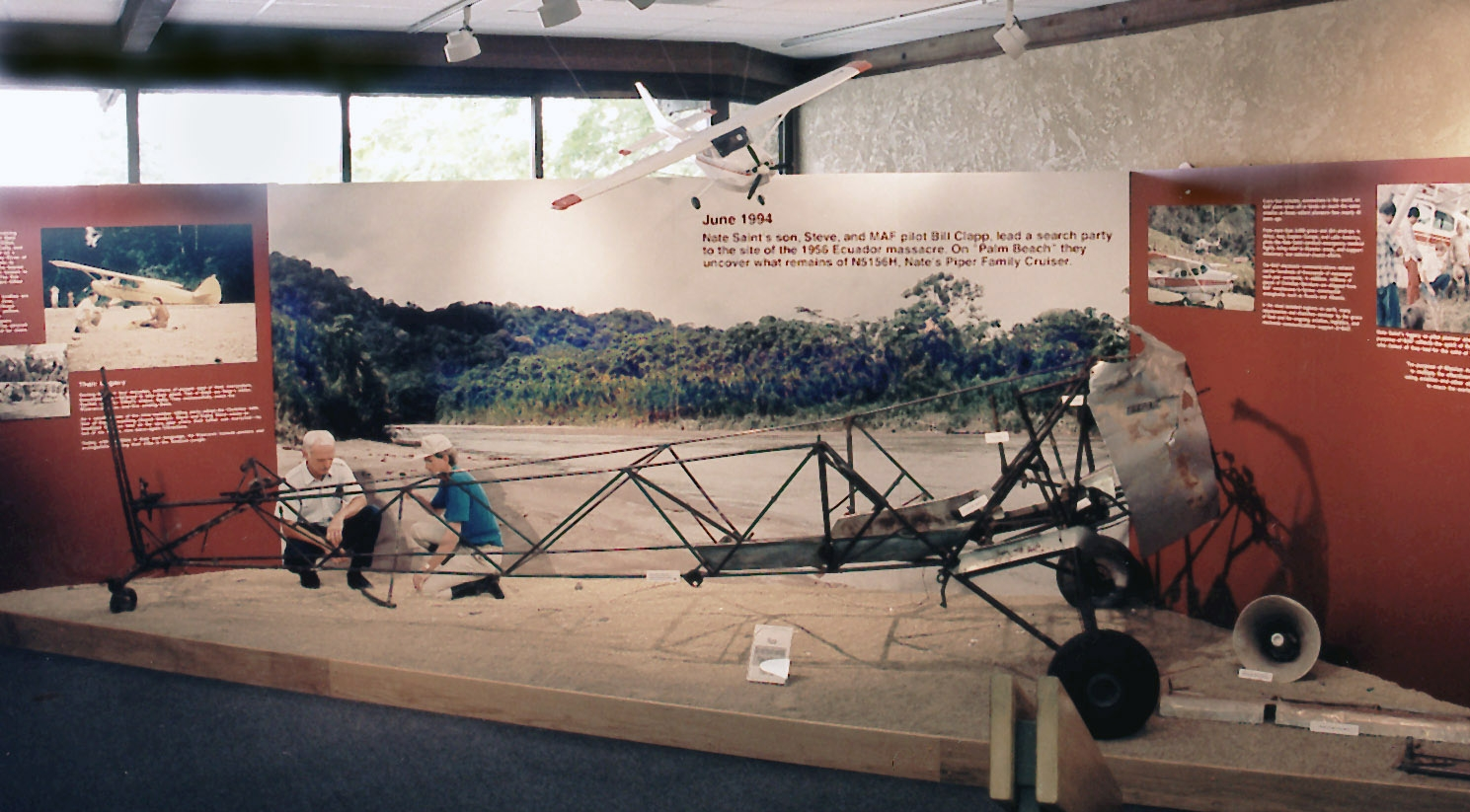
Het vliegtuig waarmee de zendelingen de Auca-indianen bezochten staat tegenwoordig op het MAF-hoofdkantoor.

In zijn derde jaar leerde hij Elisabeth Howard kennen, die bij hem in de klas zat. Met haar trouwde hij op 8 oktober 1953. Na zijn studie aan Wheaton College werd hij verder opgeleid bij Wycliffe Bijbelvertalers. Daar leerde hij onder meer om een nieuwe taal in kaart te brengen. In de zomer van 1951 wilde Elliot samen met vriend Bill Cathers naar Ecuador, maar deze laatste zegde af vanwege trouwplannen. Daarom kon Elliot ook niet gaan en werkte hij in de winter van 1951 en lente samen met een andere vriend Ed McCully, door te spreken op evangelisatie-bijeenkomsten, in gevangenissen en over de radio. McCully trouwde eveneens en daarom trok Elliot samen met correspondentie-vriend Pete Fleming naar Ecuador. Zij hadden het doel om te werken onder de Auca-indianen. Ze verbleven eerst in Quito om Spaans te leren en trokken daarna richting de jungle om daar een zendingsbasis op te zetten. Daar trouwde hij met Howard. Op 27 februari 1955 kregen zij samen een dochter.

## Overlijden
In de tussentijd hadden hij en vier andere zendelingen, namelijk Ed McCully, Roger Youderian, Pete Fleming en Nate Saint contact gelegd met de Huaorani-indianen (toen bekend als de Auca-indianen). Dit deden zij door regelmatig met een vliegtuig over te vliegen en door de indianenstam een mand cadeaus te geven. Na een aantal maanden bouwden zij een klein kamp in de buurt van de indianenstam en begonnen langzaam contact te leggen. Op een gegeven namen zij een indiaan genaamd Naenkiwi mee aan boord van het vliegtuig. Deze loog tegen de rest van de stam over hun intenties. Daarom werden de zendelingen op 8 januari 1956 aangevallen door een tiental Huaoranistrijders en vermoord. Hun lichamen, behalve die van McCully, werden later stroomafwaarts teruggevonden.

## Nalatenschap
Elliot en zijn vrienden kwamen bekend te staan als christelijke martelaren. Het nieuws van hun dood verspreidde zich over de wereld, mede door toedoen van een verhaal in Life magazine, geïllustreerd met foto's waarop de zendelingen in gezelschap van de indianen te zien waren. Deze foto's waren later teruggevonden. Hun dood droeg bij aan een nieuw zendingsbewustzijn binnen verscheidene Amerikaanse kerken. Zijn vrouw Elizabeth Elliot was later onder de Huaorani-indianen werkzaam. Verschillende van hen kwamen daarbij tot het christelijk geloof. Zij publiceerde twee boeken, getiteld Shadow of the Almighty: The Life and Testament of Jim Elliot en Through Gates of Splendor. In 2006 verscheen er een film over de gebeurtenissen getiteld End of the Spear. 
De mogelijk bekendste uitspraak die aan Elliot wordt toegeschreven, schreef hij op 28 oktober 1949 in zijn dagboek: "Hij is geen dwaas die opgeeft wat hij niet kan houden om te krijgen wat hij niet kan verliezen". Deze uitspraak werd eerder gedaan in de 17e eeuw door de Britse bijbelcommentator Phillip Henry.